# Hemerobius ceraticus
Hemerobius ceraticus is een insect uit de familie van de bruine gaasvliegen (Hemerobiidae), die tot de orde netvleugeligen (Neuroptera) behoort. 
Hemerobius ceraticus is voor het eerst wetenschappelijk beschreven door Navás in 1924.